# ویکتور گولد (شیمیدان)
ویکتور گولد (انگلیسی: Victor Gold؛ ۱۹۲۲ – ۱۹۸۵) یک شیمی‌دان اهل بریتانیا بود.